# Пшедмосьце (Сьредський повіт)
Пшедмосьце (пол. Przedmoście, нім. Bruch) — село в Польщі, у гміні Шрода-Шльонська Сьредського повіту Нижньосілезького воєводства.
Населення — 329 осіб (2011).
У 1975-1998 роках село належало до Вроцлавського воєводства.

## Демографія
Демографічна структура станом на 31 березня 2011 року:
|          | Загалом | Допрацездатний вік | Працездатний вік | Постпрацездатний вік |
| -------- | ------- | ------------------ | ---------------- | -------------------- |
| Чоловіки | 153     | 30                 | 111              | 12                   |
| Жінки    | 176     | 33                 | 101              | 42                   |
| Разом    | 329     | 63                 | 212              | 54                   |